# Peter Newland
Søren Peter Newland (4. november 1866 i Vestervig – 16. juli 1928) var en dansk fotograf.
Han var portrætfotograf og havde forretning på Købmagergade 4 (6) i København. Han blev tilkendt sølvmedalje ved den store internationale udstilling i Dresden 1909 og 1910 blev han medlem af Dansk Fotografisk Forening. Mange af hans portrætter præges af originale kompositioner og nærvær og lune hos de portrætterede.
Det Kgl. Bibliotek har selvportrætter af Newland.